# تونل سیلیسبرگ
تونل سیلیسبرگ (آلمانی: Seelisbergtunnel) یک تونل جاده‌ای در سوئیس است.
این تونل که در سال ۱۹۸۰ تأسیس شده از بخش بکنرید شروع و در سیدورف به پایان می‌رسید، تونل سیلیسبرگ ۹٬۲۵۰ متر طول دارد.

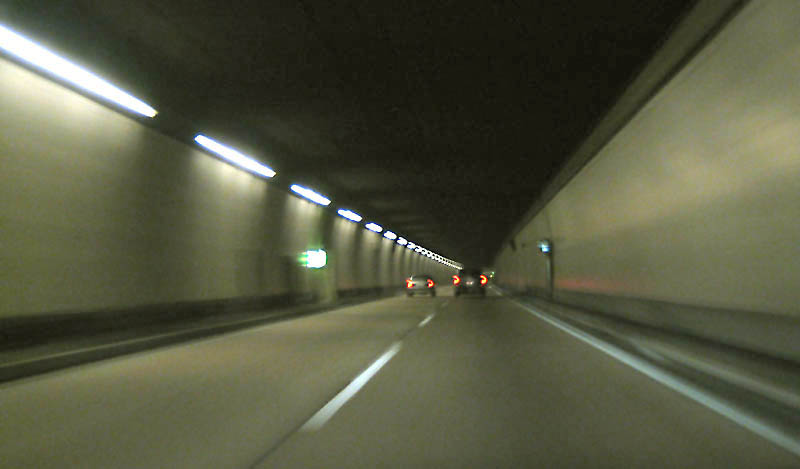
داخل تونل